# Kalwaria Zebrzydowska

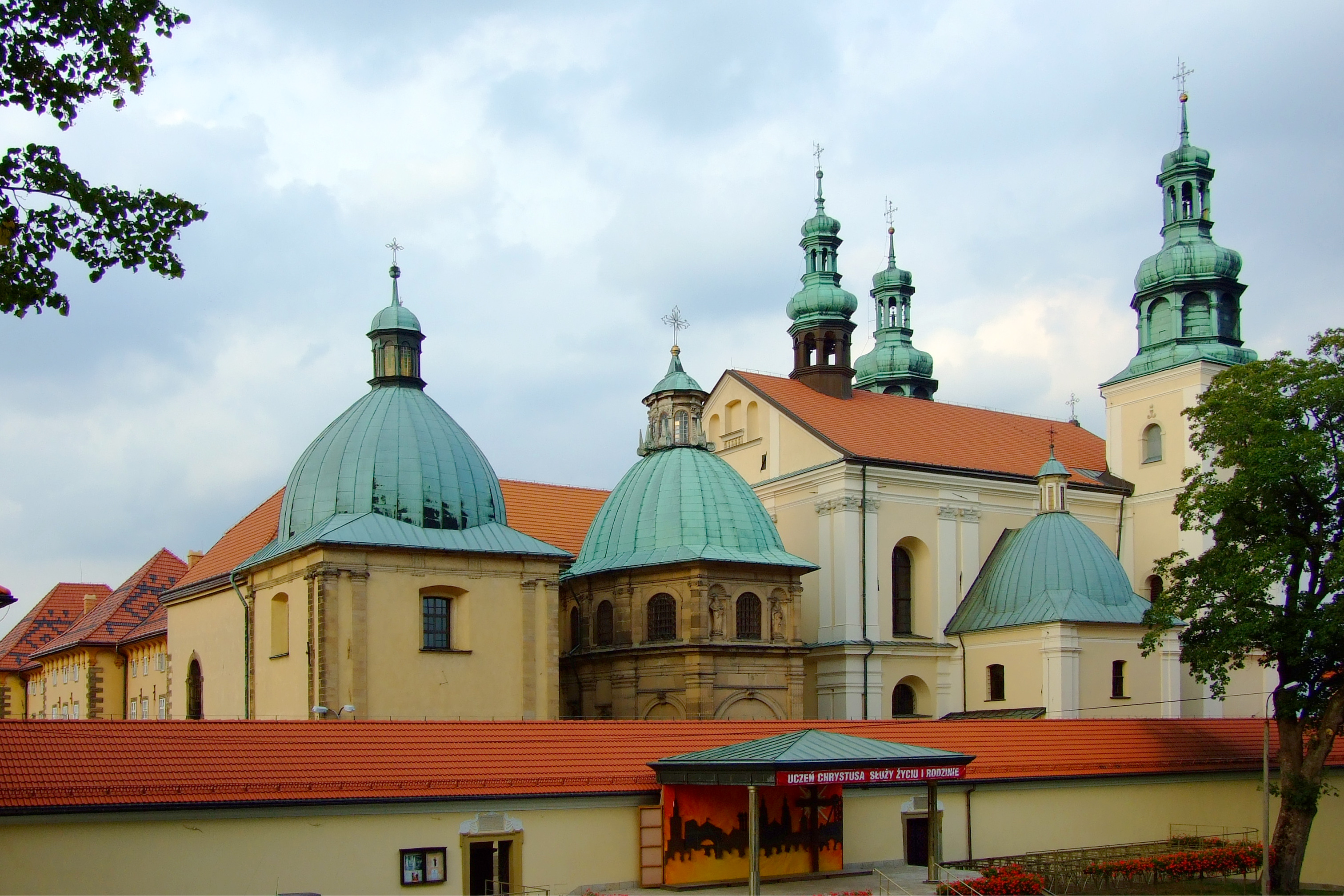
Klostret är ett vallfärdsmål för katoliker.

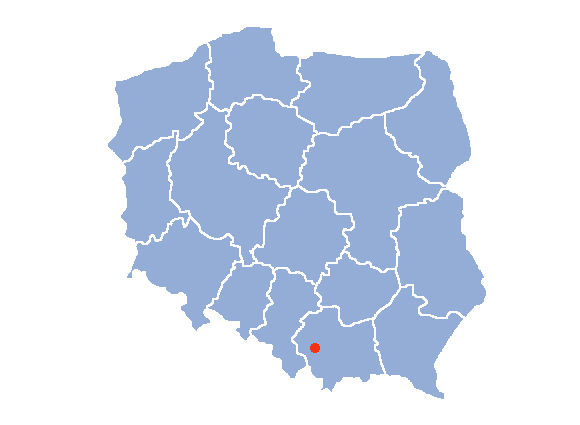
Lägeskarta.

Kalwaria Zebrzydowska är en liten stad i Lillpolens vojvodskap i södra Polen. Staden har omkring 4 500 invånare (2010).
Sedan 1700-talet är Kalwaria Zebrzydowska en pilgrimsort för katoliker. I kulturlandskapet finns en serie platser som kopplas till Jesu liv och Maria, platser som idag är oförändrade. Kalwaria Zebrzydowska anses vara den mest kända katolska heliga platsen i Polen efter Jasna Gora i Częstochowa. 1999 blev kulturlandskapet ett världsarv.